# 田心 (選區)
田心（英語：Tin Sum，代號R18）是香港沙田區議會下轄的選區，1982年設立，1991年定為單議席選區，2023年取消，末任區議員為前沙田區政執委曾杰。在2023年改制後，本選區與其他9個選區合併成沙田南選區。

## 範圍
選區位於大圍中部，由隆亨邨及田心村所組成，與其相連的選區有翠嘉、翠田、徑口、雲城，投票站設於隆亨社區中心。

## 沿革
1982年區議會選舉沙田全區劃為四個選區，採用雙議席選區制度，計有沙田市中心、小瀝源、田心谷及火炭，合共八席，當時隆亨邨及附近一帶未有大型發展，只有少量人口，故大圍美林邨以南至新田圍邨一帶劃入田心谷選區，選舉由蔡根培及陳啟庸勝出。
1985年區議會選舉因人口大幅增加，雙議席田心谷選區分拆為多個選區，劃出大圍及車公廟選區後，改為田心單議席選區，自始議席由有鄉事派背景的蔡根培擔任。其後因應區內發展，在劃出多個選區後，範圍有所縮小。
1985年區議會選舉，陳啟庸轉戰大圍選區，留守本區的蔡根培以七成得票當選。1988年區議會選舉，因區內屋苑落成，定為雙議席選區，除蔡根培以太平山學會身份當選外，另有馮智活以民協身份當選。
1991年區議會選舉，因顯徑邨一帶改劃為顯田選區，田心選區回復為單議席，屬港同盟的蔡根培在沒有對手下自動當選。
1993年港督彭定康推行政改方案，區議會全面實行單議席單票制，取消所有委任議席及雙議席選區，並改由選區分界及選舉事務委員會制定區議會選區，選區數目隨人口改變而大幅增加，當中原有田心連同附近的選區重劃成多個選區，使田心選區形成現有模樣。1994年區議會選舉，蔡根培以公民力量身份活躍，並在本區自動當選。
1999年區議會選舉，身兼港進聯成員的蔡根培參選，未有對手下第三次自動當選，但在打算連任沙田區議會主席時被老拍檔劉江華拉下馬，二人從此決裂。蔡根培在2000年香港立法會選舉以港進聯名義參選新界東直選，結果以花費最多的名單落敗。
2003年區議會選舉，蔡根培退休，本區議席交由其助理公民力量潘國山接棒。2007年區議會選舉，潘國山在沒有對手下自動當選。
2011年區議會選舉，當時人口估算約14,742人，其中有8,633位選民，潘國山以修讀博士學位為由不參選，議席由無黨派人士孫燦培和時任民建聯副主席兼公民力量創辦人劉江華爭奪，最終劉以1,612票擊敗孫勝出，劉被指借本區以參選立法會超級區議會席位。最終2012年9月劉競逐超級區議會席位失利，更有市民選後於劉氏在本區的辦事處舉行慶祝其落選的活動。同年12月劉江華因出任政制及內地事務局副局長而辭去區議員一職，補選在2013年3月舉行，由潘國山以三分二得票勝出。
2014年2月12日，新民黨與公民力量結盟，潘國山跟隨加入，並擔任該黨因合併而新增的副主席。
2015年區議會選舉，當時人口估算約14,986人，其中8,485位選民，潘國山自動當選。
2019年區議會選舉，時任翠田區議員許銳宇助理、時為沙田區政執委的曾杰參選本區挑戰已連任多屆的潘國山，曾杰更獲民主動力認證而得到泛民主派支持者票源，結果曾以3,399票多於3,078票的潘當選，成為繼蔡根培變節建制派後的首位當區民主派區議員。2021年6月25日，沙田區政宣佈解散，成員改以獨立民主派身份活動。
2021年7月15日，曾杰宣佈辭任區議員席位。

## 歷屆議員
| 選區名稱 | 屆別                   | 議員   | 政治聯繫                                | 政治聯繫                                | 議員                                    | 政治聯繫                          | 政治聯繫                          |
| -------- | ---------------------- | ------ | --------------------------------------- | --------------------------------------- | --------------------------------------- | --------------------------------- | --------------------------------- |
| 田心谷   | 1982年－1985年         | 蔡根培 |                                         | 無黨籍                                  | 陳啟庸                                  |                                   | 無黨籍                            |
| 田心     | 1985年－1988年         | 蔡根培 | 劃出大圍及車公廟選區後， 改為單議席選區 | 劃出大圍及車公廟選區後， 改為單議席選區 | 劃出大圍及車公廟選區後， 改為單議席選區 |                                   |                                   |
| 田心     | 1988年－1991年         | 蔡根培 |                                         | 太平山學會                              | 馮智活                                  |                                   | 民協                              |
| 田心     | 1991年－1994年         | 蔡根培 |                                         | 港 港同盟 → 公民力量                    | 分拆出顯田選區後， 定為單議席選區       | 分拆出顯田選區後， 定為單議席選區 | 分拆出顯田選區後， 定為單議席選區 |
| 田心     | 1994年－1999年         | 蔡根培 | 公民力量 → 公民力量／進 港進聯          |                                         | 分拆出顯田選區後， 定為單議席選區       | 分拆出顯田選區後， 定為單議席選區 | 分拆出顯田選區後， 定為單議席選區 |
| 田心     | 2000年－2003年         | 蔡根培 | 公民力量／進 港進聯                     |                                         | 分拆出顯田選區後， 定為單議席選區       | 分拆出顯田選區後， 定為單議席選區 | 分拆出顯田選區後， 定為單議席選區 |
| 田心     | 2004年－2007年         | 潘國山 | 公民力量                                |                                         | 分拆出顯田選區後， 定為單議席選區       | 分拆出顯田選區後， 定為單議席選區 | 分拆出顯田選區後， 定為單議席選區 |
| 田心     | 2008年－2011年         | 潘國山 | 公民力量                                |                                         | 分拆出顯田選區後， 定為單議席選區       | 分拆出顯田選區後， 定為單議席選區 | 分拆出顯田選區後， 定為單議席選區 |
| 田心     | 2012年－2012年12月19日 | 劉江華 | 民建聯／公民力量                        |                                         | 分拆出顯田選區後， 定為單議席選區       | 分拆出顯田選區後， 定為單議席選區 | 分拆出顯田選區後， 定為單議席選區 |
| 田心     | 2013年3月11日－2015年  | 潘國山 | 公民力量 → 公民力量／ 新民黨            |                                         | 分拆出顯田選區後， 定為單議席選區       | 分拆出顯田選區後， 定為單議席選區 | 分拆出顯田選區後， 定為單議席選區 |
| 田心     | 2016年－2019年         | 潘國山 | 新民黨／公民力量                        |                                         | 分拆出顯田選區後， 定為單議席選區       | 分拆出顯田選區後， 定為單議席選區 | 分拆出顯田選區後， 定為單議席選區 |
| 田心     | 2020年－2021年7月14日  | 曾杰   |                                         | 沙田區政 → 無黨籍                       | 分拆出顯田選區後， 定為單議席選區       | 分拆出顯田選區後， 定為單議席選區 | 分拆出顯田選區後， 定為單議席選區 |
| 田心     | 2021年7月15日－2023年  | 懸空   | 懸空                                    | 懸空                                    | 分拆出顯田選區後， 定為單議席選區       | 分拆出顯田選區後， 定為單議席選區 | 分拆出顯田選區後， 定為單議席選區 |

## 歷屆選舉結果
| 政党   | 政党            | 候选人    | 票数  | %     | ±      |
| ------ | --------------- | --------- | ----- | ----- | ------ |
|        | 沙田區政        | ①. 曾杰   | 3,399 | 52.48 | 不適用 |
|        | 新民黨/公民力量 | ②. 潘國山 | 3,078 | 47.52 | 不適用 |
| 多数票 | 多数票          | 多数票    | 321   | 4.96  | 不適用 |

| 政党   | 政党            | 候选人 | 票数     | %      | ±      |
| ------ | --------------- | ------ | -------- | ------ | ------ |
|        | 新民黨/公民力量 | 潘國山 | 自動當選 | 不適用 | 不適用 |
| 多数票 | 多数票          | 多数票 | 自動當選 | N/A    | N/A    |

| 政党   | 政党     | 候选人    | 票数  | %     | ±      |
| ------ | -------- | --------- | ----- | ----- | ------ |
|        | 人民力量 | ①. 林匡正 | 531   | 14.5  | 不適用 |
|        | 公民力量 | ②. 潘國山 | 2,432 | 66.43 | 不適用 |
|        | 民主黨   | ③. 丁士元 | 675   | 18.44 | 不適用 |
|        | 無黨派   | ④. 蘇佩琳 | 23    | 0.63  | 不適用 |
| 多数票 | 多数票   | 多数票    | 1,757 | 47.99 | 不適用 |

| 政党   | 政党            | 候选人    | 票数  | %     | ±      |
| ------ | --------------- | --------- | ----- | ----- | ------ |
|        | 民建聯/公民力量 | ①. 劉江華 | 1,612 | 75.57 | 不適用 |
|        | 獨立            | ②. 孫燦培 | 521   | 24.43 | 不適用 |
| 多数票 | 多数票          | 多数票    | 1,091 | 51.15 | 不適用 |

| 政党   | 政党     | 候选人 | 票数     | %      | ±      |
| ------ | -------- | ------ | -------- | ------ | ------ |
|        | 公民力量 | 潘國山 | 自動當選 | 不適用 | 不適用 |
| 多数票 | 多数票   | 多数票 | 自動當選 | N/A    | N/A    |

| 政党   | 政党     | 候选人    | 票数  | %     | ±      |
| ------ | -------- | --------- | ----- | ----- | ------ |
|        | 獨立     | ①. 朱滿成 | 1,037 | 33.22 | 不適用 |
|        | 獨立     | ②. 吳炳棠 | 281   | 9.00  | 不適用 |
|        | 公民力量 | ③. 潘國山 | 1,804 | 57.78 | 不適用 |
| 多数票 | 多数票   | 多数票    | 767   | 24.57 | 不適用 |

| 政党   | 政党               | 候选人 | 票数     | %      | ±      |
| ------ | ------------------ | ------ | -------- | ------ | ------ |
|        | 公民力量/進 港進聯 | 蔡根培 | 自動當選 | 不適用 | 不適用 |
| 多数票 | 多数票             | 多数票 | 自動當選 | N/A    | N/A    |

| 政党   | 政党     | 候选人 | 票数     | %      | ±      |
| ------ | -------- | ------ | -------- | ------ | ------ |
|        | 公民力量 | 蔡根培 | 自動當選 | 不適用 | 不適用 |
| 多数票 | 多数票   | 多数票 | 自動當選 | N/A    | N/A    |

| 政党   | 政党   | 候选人 | 票数     | %      | ±      |
| ------ | ------ | ------ | -------- | ------ | ------ |
|        | 港同盟 | 蔡根培 | 自動當選 | 不適用 | 不適用 |
| 多数票 | 多数票 | 多数票 | 自動當選 | N/A    | N/A    |

| 政党   | 政党       | 候选人 | 票数  | %     | ±      |
| ------ | ---------- | ------ | ----- | ----- | ------ |
|        | 太平山學會 | 蔡根培 | 3,339 | 42.76 | 不適用 |
|        | 民協       | 馮智活 | 2,038 | 26.10 | 不適用 |
|        | 獨立       | 何永全 | 1,566 | 20.05 | 不適用 |
|        | 獨立       | 何偉   | 659   | 8.44  | 不適用 |
|        | 獨立       | 梁世安 | 207   | 2.65  | 不適用 |
| 多数票 | 多数票     | 多数票 | 472   | 6.04  | 不適用 |

| 政党   | 政党   | 候选人 | 票数  | %     | ±      |
| ------ | ------ | ------ | ----- | ----- | ------ |
|        | 獨立   | 蔡根培 | 2,269 | 70.36 | 不適用 |
|        | 革新會 | 李偉文 | 956   | 29.64 | 不適用 |
| 多数票 | 多数票 | 多数票 | 1,313 | 40.71 | 不適用 |

| 政党   | 政党   | 候选人 | 票数 | %     | ±      |
| ------ | ------ | ------ | ---- | ----- | ------ |
|        | 獨立   | 蔡根培 | 919  | 49.44 |        |
|        | 獨立   | 陳啟庸 | 600  | 32.28 | 不適用 |
|        | 獨立   | 許森華 | 256  | 13.77 | 不適用 |
|        | 獨立   | 謝洪   | 84   | 4.52  | 不適用 |
| 多数票 | 多数票 | 多数票 | 344  | 18.50 | 不適用 |